# Плита рифу Конвей

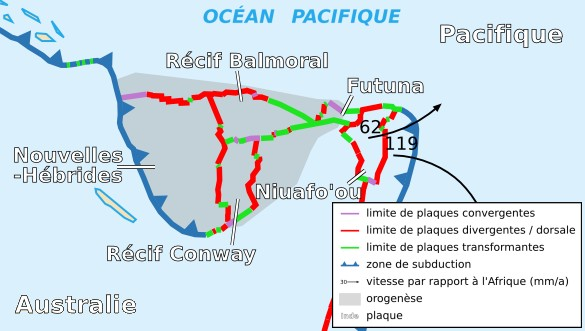
Розташування Плити рифу Конвей

Плита рифу Конвей — тектонічна мікроплита. Має площу — 0,01585 стерадіан. Зазвичай розглядається у складі Тихоокеанської плити.
Розташована на півдні Тихого океану на захід від Фіджі. На заході вона має конвергентну границю з Новогебридською плитою. На сході конвергентна границя, а на півдні трансформаційна з Індо-Австралійською плитою. На півночі коротка трансформаційна границя з Плитою рифу Балморал.